# Lincoln Theater (Harlem)
Le Lincoln Theatre est un théâtre à Harlem, à New York.
Le lieu est à l'origine un nickelodéon appelé Nickelette. En 1909, le bâtiment est acheté par Maria C. Downs, qui augmente le nombre de sièges et change son nom en Lincoln Theatre.
Le Lincoln Theatre ouvre en 1915 et est le premier théâtre du quartier, alors majoritairement blanc, à accueillir un public noir. La salle de spectacle atteint son apogée dans les années 1920, lorsque des artistes tels que Bessie Smith, Florence Mills et Fats Waller s'y produisent. Le Lincoln Theatre est le seul endroit à New York où Ma Rainey se produit.